# Leslain Baird
Leslain Baird (* 9. Mai 1987 in Berbice) ist ein guyanischer Leichtathlet, der sich auf den Speerwurf spezialisiert hat und in dieser Disziplin aktuell Inhaber des Landesrekordes ist.

## Sportliche Laufbahn
Erste Erfahrungen bei internationalen Meisterschaften sammelte Leslain Baird im Jahr 2013, als er bei den Südamerikameisterschaften in Cartagena mit einer Weite von 64,94 m den achten Platz im Speerwurf belegte. 2018 schied er bei den Commonwealth Games im australischen Gold Coast mit 74,27 m in der Qualifikationsrunde aus und anschließend gewann er bei den Südamerikaspielen in Cochabamba mit neuem Landesrekord von 78,65 m die Silbermedaille hinter dem Kolumbianer Arley Ibargüen. Daraufhin gelangte er bei den Zentralamerika- und Karibikspielen in Barranquilla mit 74,72 m auf den vierten Platz. Auch bei den Südamerikameisterschaften 2019 in Lima wurde er mit 74,43 m Vierter. 2023 belegte er bei den Zentralamerika- und Karibikspielen in San Salvador mit 75,86 m den vierten Platz und gewann dann bei den Panamerikanischen Spielen in Santiago de Chile mit 78,23 m die Bronzemedaille hinter dem US-Amerikaner Curtis Thompson und Pedro Henrique Rodrigues aus Brasilien. 2025 belegte er bei den Südamerikameisterschaften in Mar del Plata mit 69,87 m den achten Platz.
In den Jahren 2012 und 2017 sowie 2022 und 2024 wurde Baird guyanischer Meister im Speerwurf.